# أليخاندرو ميغيل سانشيز
أليخاندرو ميغيل سانشيز (بالإسبانية: Alejandro Miguel Sánchez)‏ (25 أكتوبر 1986 في الأرجنتين - ) هو لاعب كرة قدم أرجنتيني في مركز حراسة المرمى. لعب مع أوداكس إيتاليانو ونويفا شيكاجو ونادي بلاتنسي.

## وصلات خارجية
- أليخاندرو ميغيل سانشيز على موقع قاعدة بيانات كرة القدم.إي يو (الإنجليزية)
- أليخاندرو ميغيل سانشيز على موقع Soccerway.com (الإنجليزية)